# أجاكس الأصغر

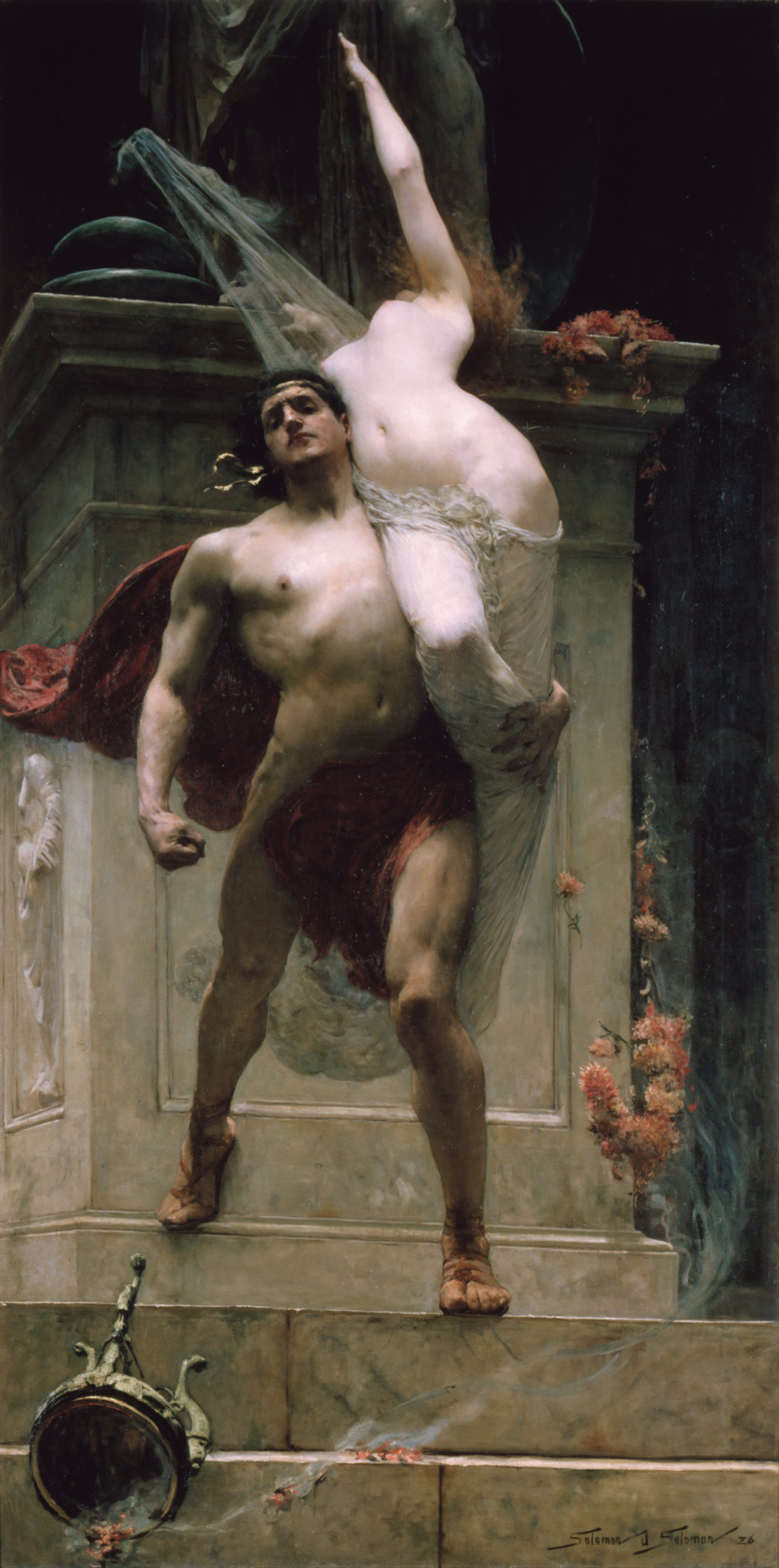
«أجاكس الأصغر» والعَفيفة «كاساندرا»، بريشة «سليمان جوزيف» (1886).

أجاكس أو آياس (باليونانية القديمة: Αἴας Aias تعني «من الأرض».) أحد الأبطال الأسطوريين في الأساطير الإغريقية. ابن «أوليس»، ملك لوكريس. أطلق عليه اسم أجاكس «الأصغر»، لتمييزه عن «آياس الأكبر»، ابن «تيلامون». كان قائد قبيلة لوكريان خلال حرب طروادة. وهو شخصية مهمة في «إلياذة» «هوميروس»، وقد ورد ذكره أيضًا في «الأوديسة»، وفي كتاب «فيرجيل» «الإنيادة» وفي كتاب «يوربيديس» «نساء طروادة».

## وصف
في رواية «داريس الفريجيان»، وصف «أجاكس» بأنه «ممتلئ الجسد، قوي البُنية، داكن، سَمح، وشُجاع». بينما صوره المؤرخ «مالالاس» على أنه «طويل، قوي، أسمر، محدَّق، ذو شعر أسود مُجعد، ولحية كثيفة، صاحب وجه طويل، جريء، رحيم، وزير نساء.»

## الأسطورة

### الحياة
كان اسم والدة «أجاكس» «إيريوبس». وفقًا «لسترابو»، وُلد في ناريكس في لوكريس، حيث أطلق عليه «أوفيد» لقب البطل ناريكيوس. وفقًا للإلياذة، قاد سُكان لوكريس عل مَتن أربعين سفينة ضد طروادة. يوصف بأنه أحد الأبطال العظماء بين الإغريق. في المعركة، كان يرتدي درعًا من الكتان، وكان شجاعًا وجريئًا، وماهرًا في رمي الرمح، وبجانب «أخيل»، كان الأسرع بين جميع الأغريق.
في ألعاب الجنازة في محرقة باتروكلس، تسابق «أجاكس» مع «أوديسيوس» و«أنتيلوكوس». لكن أثينا التي كانت معادية له وفضلت «أوديسيوس» جعلته يتعثر ويسقط حتى فاز بالجائزة الثانية فقط.
بعد الاستيلاء على طروادة، هرع «أجاكس» إلى معبد أثينا، حيث لجأت «كاساندرا»، واحتضنت تمثال الإلهة في الدعاء. سحبها «أجاكس» بعنف بعيدًا إلى الأسرى الآخرين. وفقًا لبعض الكتاب، فقد اغتصب «كاساندرا» داخل المعبد. دعا «أوديسيوس» لقتل «أجاكس» بالرجم على هذه الجريمة، لكن «أجاكس» أنقذ نفسه بادعاء البراءة بقسم لأثينا، مُمسكًا بتمثالها أثناء الدُعاء.

### الموت

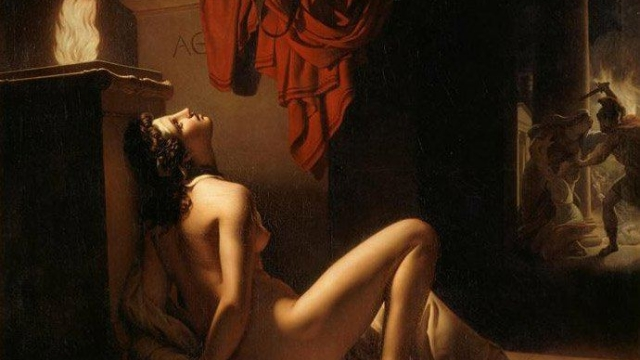
«كاساندرا» تتوسل لمينيرفا للانتقام من «أجاكس»، بريشة «جيروم انجلوا» 1810.

منذ أن جردَ «أجاكس» العفة من معبدها، كان لدى أثينا سبب للاستياء. وفقًا لمكتبة أبولودورس، لم يكن أحد يعلم أن «أجاكس» قد اغتصب «كاساندرا» حتى حذر «كالتشا»، الرائي اليوناني، الإغريق من أن أثينا كانت غاضبة من المُعاملة التي تعرضت لها كاهنتُها وأنها ستُدمر السُفن اليونانية إذا لم يقتلوا «آياس» على الفور. على الرغم من ذلك، تمكن «أجاكس» من الاختباء عند مذبح الإله حيث سمح له الأغريق بالعيش خوفًا من الانتقام الإلهي في حالة قتله وتدمير المذبح. عندما غادر الإغريق دون أن يقتلوا «أجاكس»، على الرغم من تضحياتهم، غضبت أثينا لدرجة أنها أقنعت زيوس بإرسال عاصفة أغرقت العديد من سفنهم.

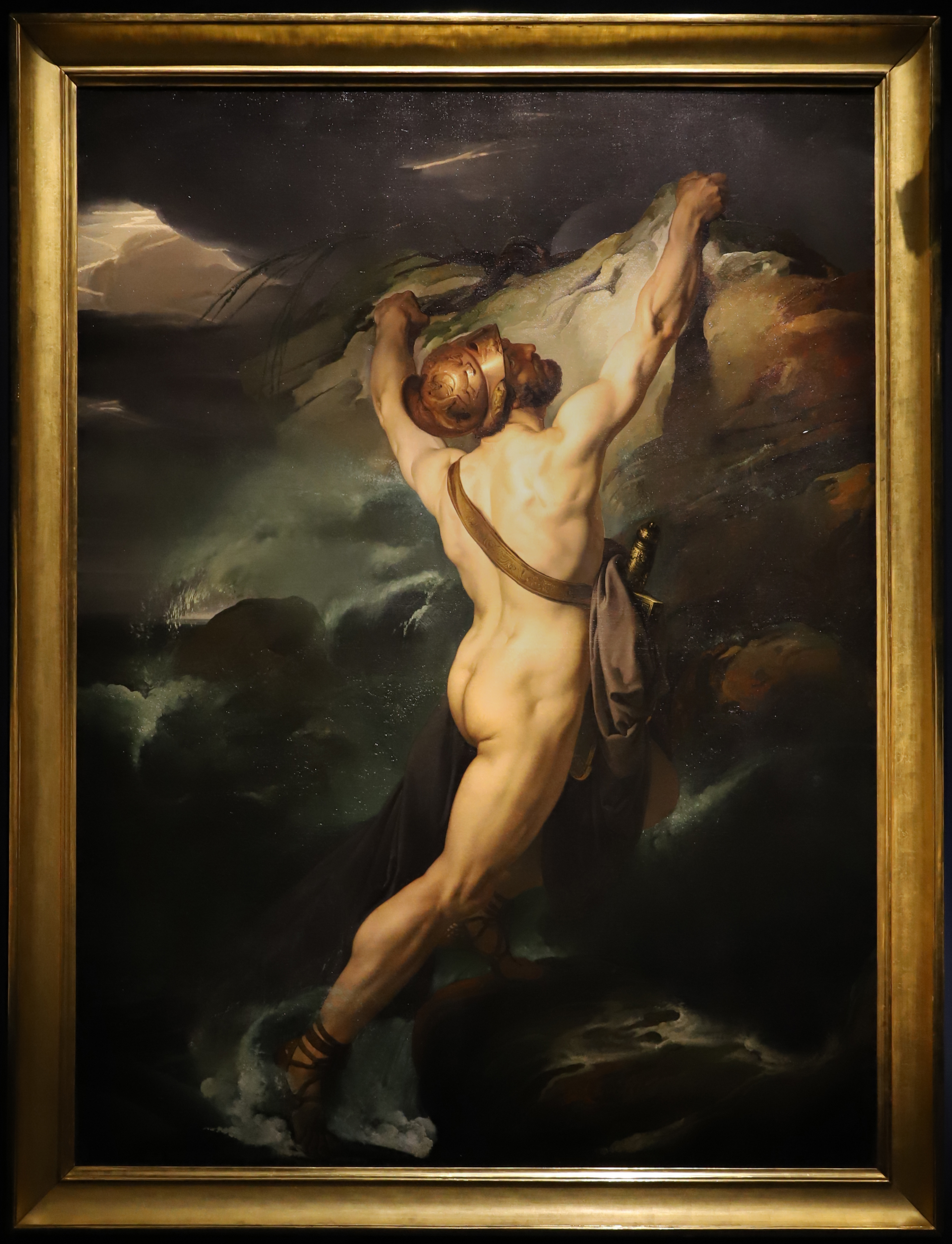
«أجاكس الأصغر» يلعن الآلهة بعد غرق سفينته، بريشة «فرانشيسكو هايز» 1822.

أثناء عودته من طروادة، ضربت أثينا سفينته بصاعقة وتحطمت السفينة. لكنه هرب مع بعض رجاله، وتمكن من التشبث بصخرة بمساعدة بوسيدون. كان من المُمكن أن يُنقذ على الرغم من أثينا، لكنه أعلن بجرأة أنه سينجو من أخطار البحر مُتحديًا الالهه. وبسبب هذا الغرور، قام بوسيدون بتفتيت الصخرة برمحه وابتلع البحر «أجاكس».
دفنتهُ «ثيتيس» عندما جُرفت جُثته على سواحل ميكونوس.
تصور الروايات الأخرى موته مُختلفه «لأجاكس»، حيث تُظهره يموت عندما كان في رحله إلى المنزل. في هذه الروايات، عندما جاء «أجاكس» إلى صخور كفران على ساحل وَابِيَة، تحطمت سفينته في عاصفة شديدة، وقد تم رفعه بواسطة زوبعة وضربه وميض من النيران السريعة المُرسلة من أثينا في صدره. دفع جسدُه على الصخور الحادة التي سُميت فيما بعد بصخور أجاكس.
بعد وفاة «أجاكس»، سكنت روحه في جزيرة ليوس. كان سكان أوبونتيان لوكريون يعبدون «أجاكس» كبطل قومي لهم، وكان إيمانهم به عظيمًا لدرجة أنهم عندما شكلوا جيشهم في المعركة، تركوا دائمًا مكانًا واحدًا خاليًا له، مُعتقدين أنه على الرغم من عدم رؤيتهُم له، كان يقاتل بينهم. استُخدِمت قصة «أجاكس» بشكل مُتكرر من قبل الشُعراء والفنانين القُدماء، ومن المحتمل أن يكون هو البطل الذي يظهر على بعض العملات المعدنية المحلية مُرتديًا خوذة ودرع وحاملًا سيفه.
تم تقديم روايات أخرى عن وفاة «أجاكس» بواسطة «فيلوستراطوس» في تعليقة على «ليكوفرون».

## في الفن
تم تمثيل اختطاف «كاساندرا» من قبل «أجاكس» بشكل متكرر في الأعمال الفنية اليونانية، مثل صندوق «كيبسيلوس» الذي وصفه «باوسانياس» وفي الأعمال المُعاصرة.

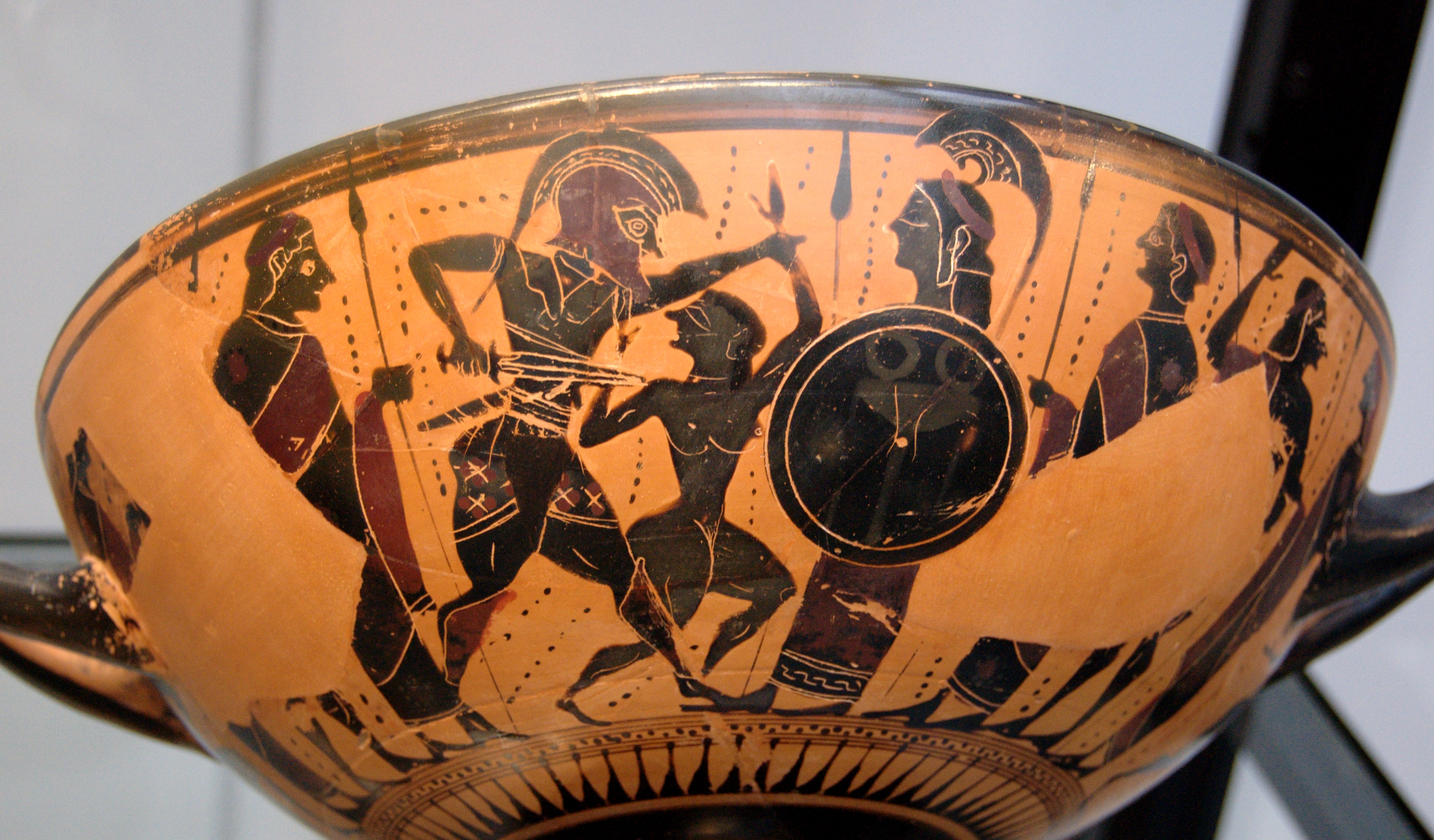
550 ق.م، متحف آثار الدولة، ألمانيا.
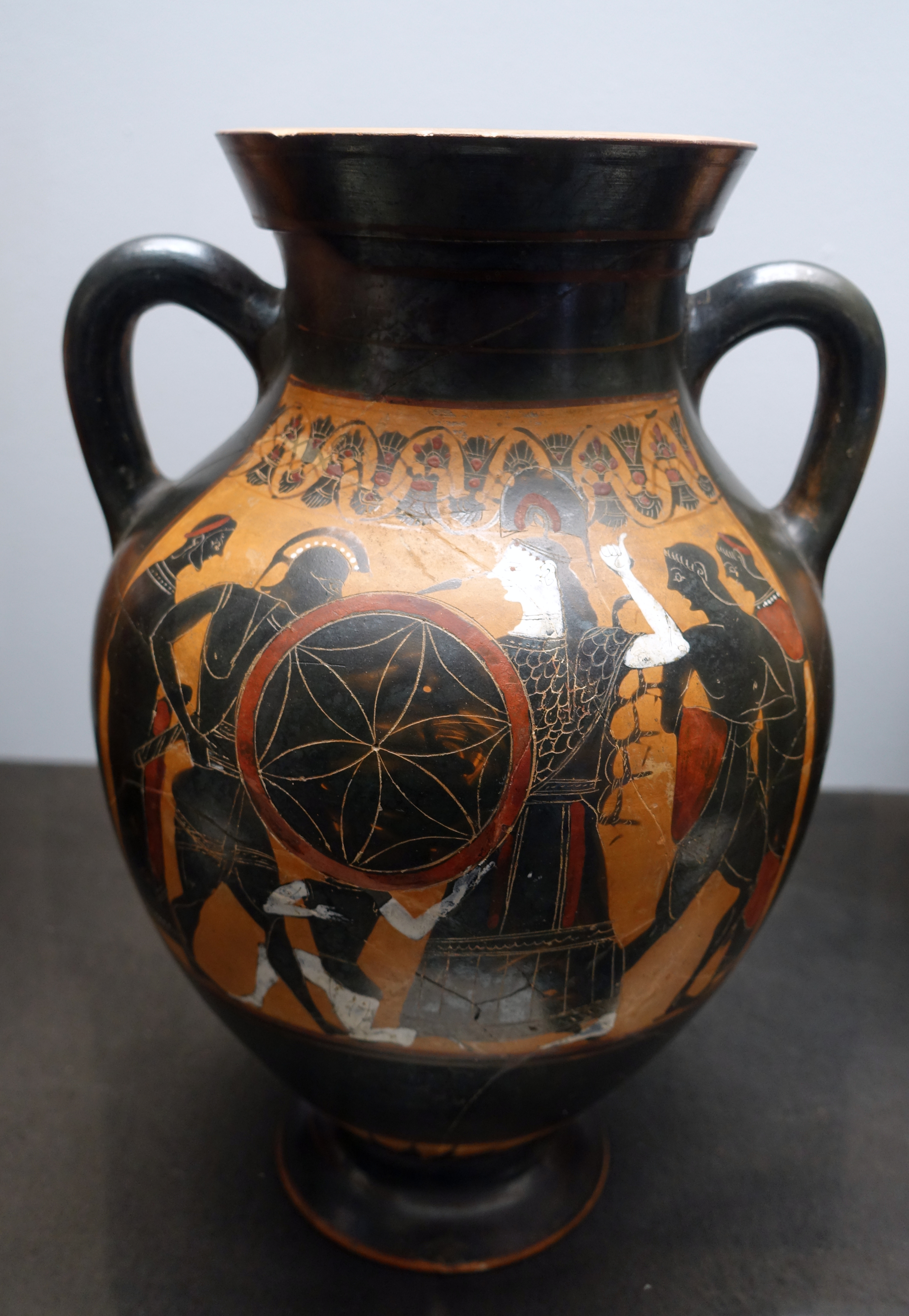
540 ق.م، متحف مارتن فون فاغنر، ألمانيا.
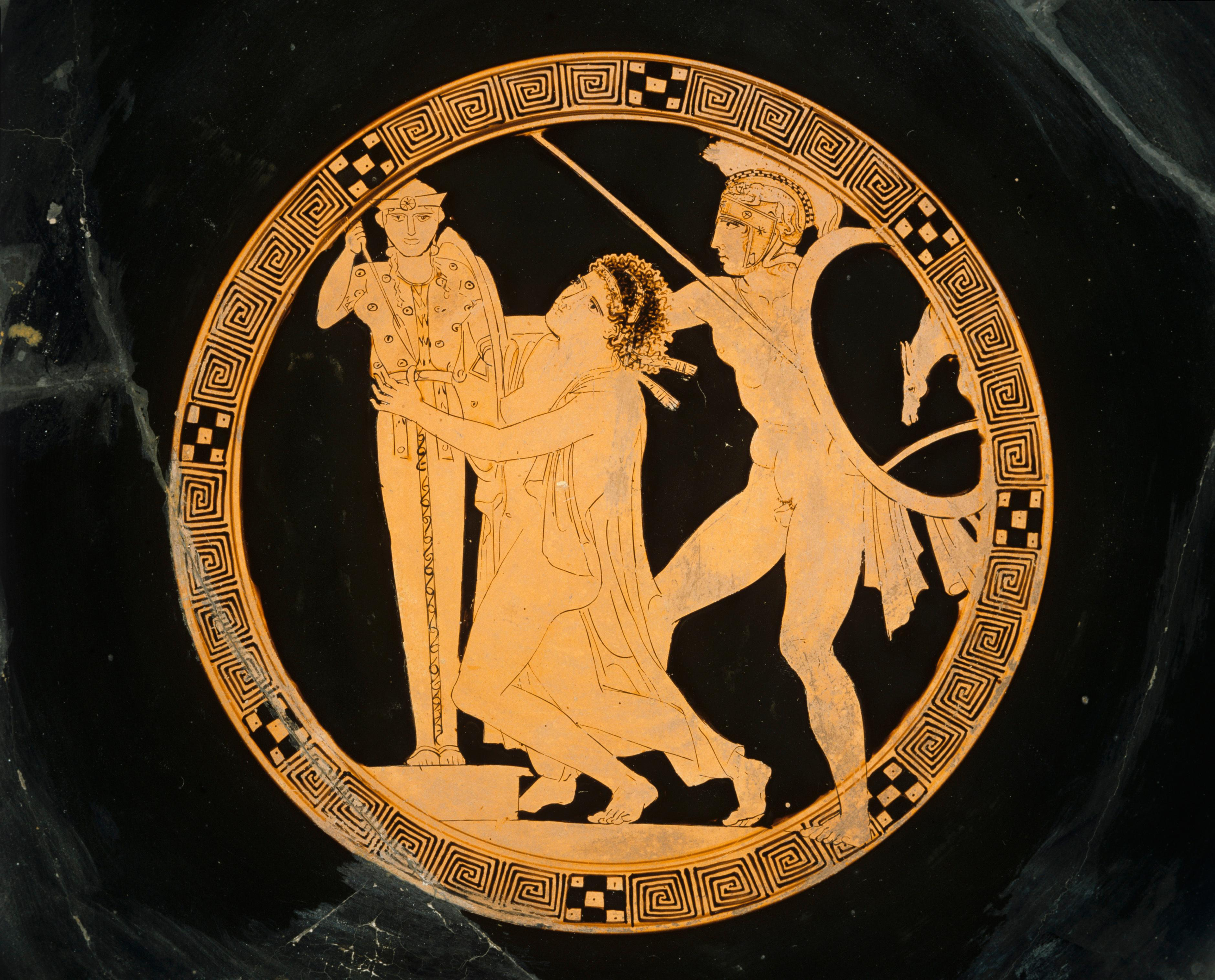
440 ق.م، متحف اللوفر، فرنسا.
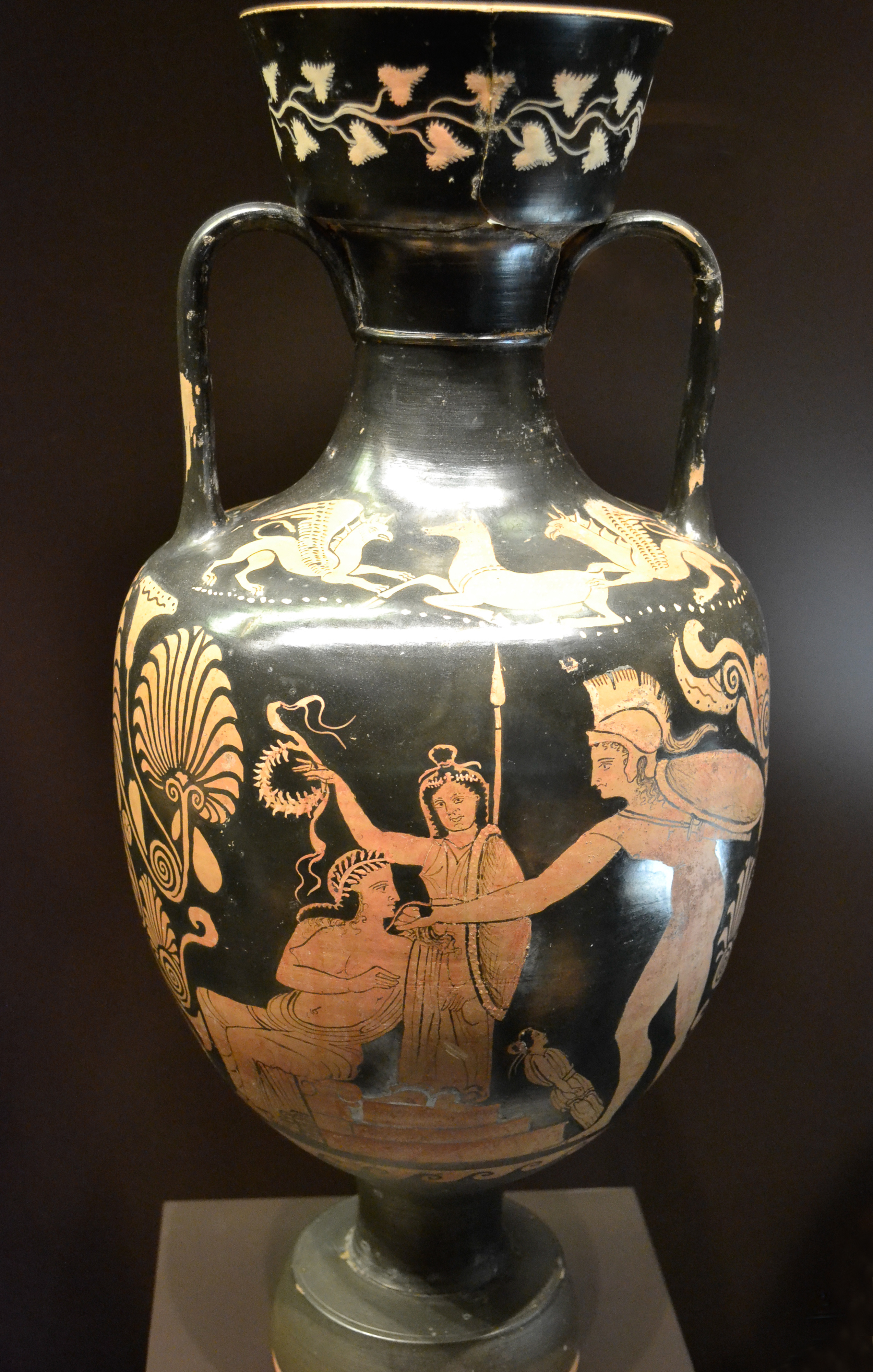
350 ق.م، متحف إسبانيا الوطني للآثار.